# Elisa Lasowski
Elisa Wald-Lasowski, dite Elisa Lasowski, née le 15 novembre 1986 à La Haye, est une actrice française, surtout connue pour son travail dans le cinéma et la télévision. Elle grandit aux Pays-Bas, en Algérie et en France.

## Biographie
Elisa Lasowski naît aux Pays-Bas de parents français.
En plus d'être actrice, elle est aussi musicienne, jouant du piano, de la guitare et de la batterie.
Elle parle couramment le français, l'anglais, l'espagnol, le néerlandais et l'allemand,,.

## Filmographie

### Cinéma
- 2007 : Les Promesses de l'ombre
- 2008 : Somers Town
- 2014 : Hyena
- 2015 : À vif !
- 2020 : Blood Machines (moyen métrage)  de Seth Ickerman[7].
- 2022 : Kompromat de Jérôme Salle

### Télévision

#### Séries télévisées
- 2013 : Game of Thrones
- 2015-2018 : Versailles[5],[8]
- 2023 : Monarch: Legacy of Monsters

#### Clip
- 2015 : Elle apparaît dans le clip vidéo de la chanson de David Bowie, " Blackstar "[9].

#### Publicité
- 2018 : Elle est l'égérie d'un nouveau parfum de la maison espagnole de prêt-à-porter Loewe[10].